# Shamrock V
Shamrock V ist der Name einer Segelyacht, die 1930 von der Camper & Nicholsons-Werft in Gosport nach den Regeln der J-Klasse für den America’s Cup gebaut wurde. Ihre Segelnummer ist J-K3. Auftraggeber, Eigner und Skipper war Sir Thomas Lipton. Der Name Shamrock bezieht sich auf das irische Kleeblatt.

## Die Shamrock-Vorgängeryachten

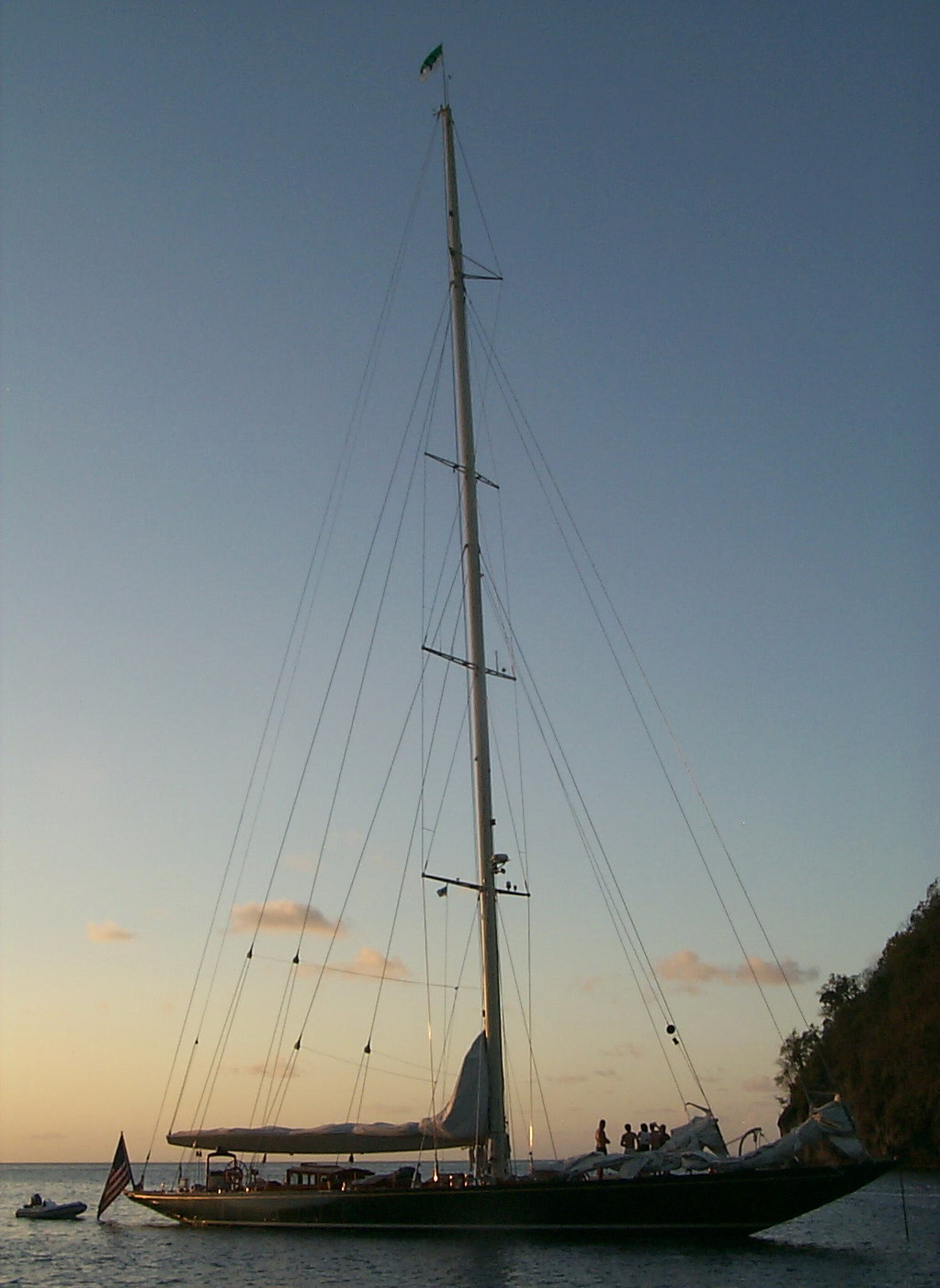
Die Shamrock V, 2002

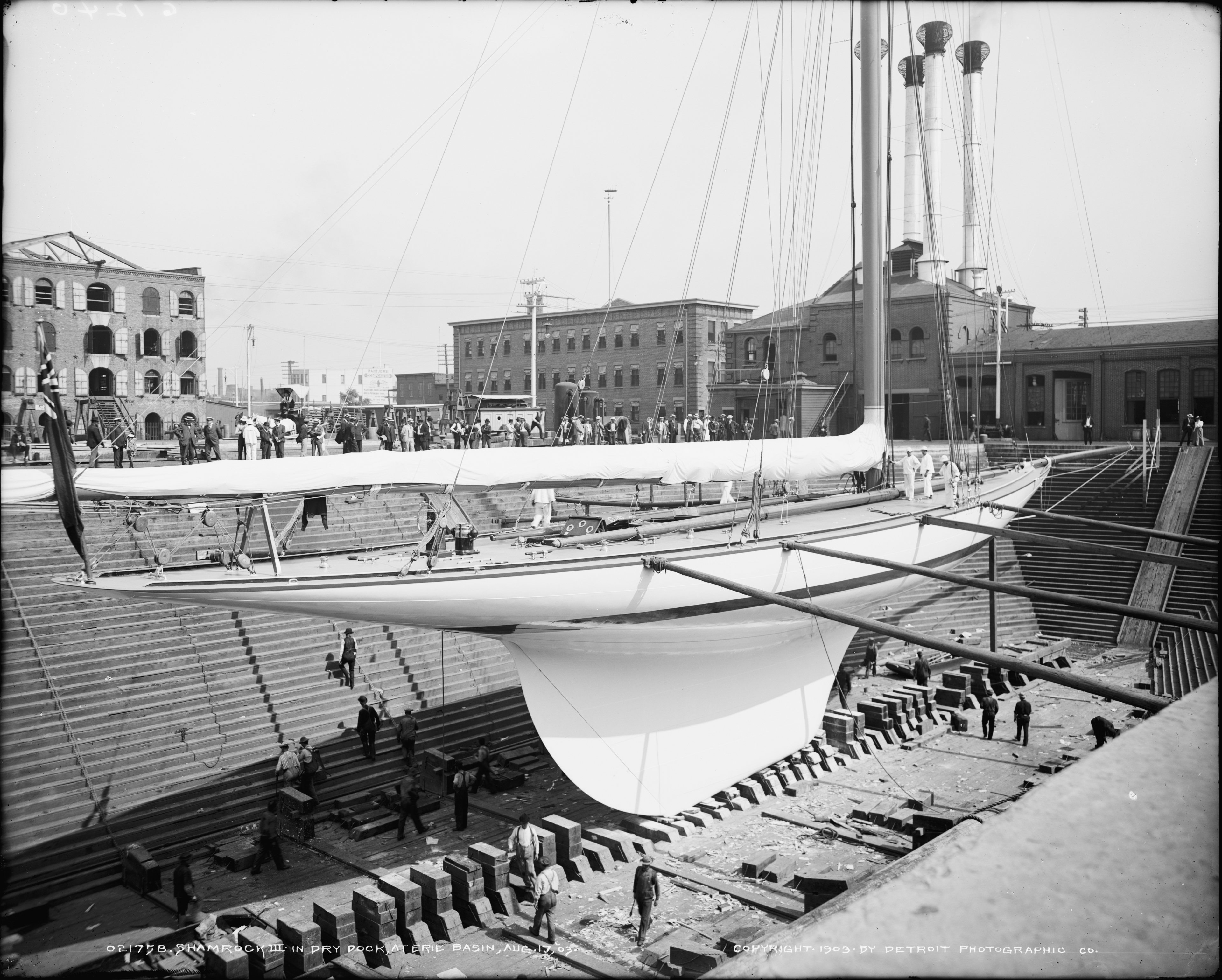
Shamrock III 1903 im Trockendock

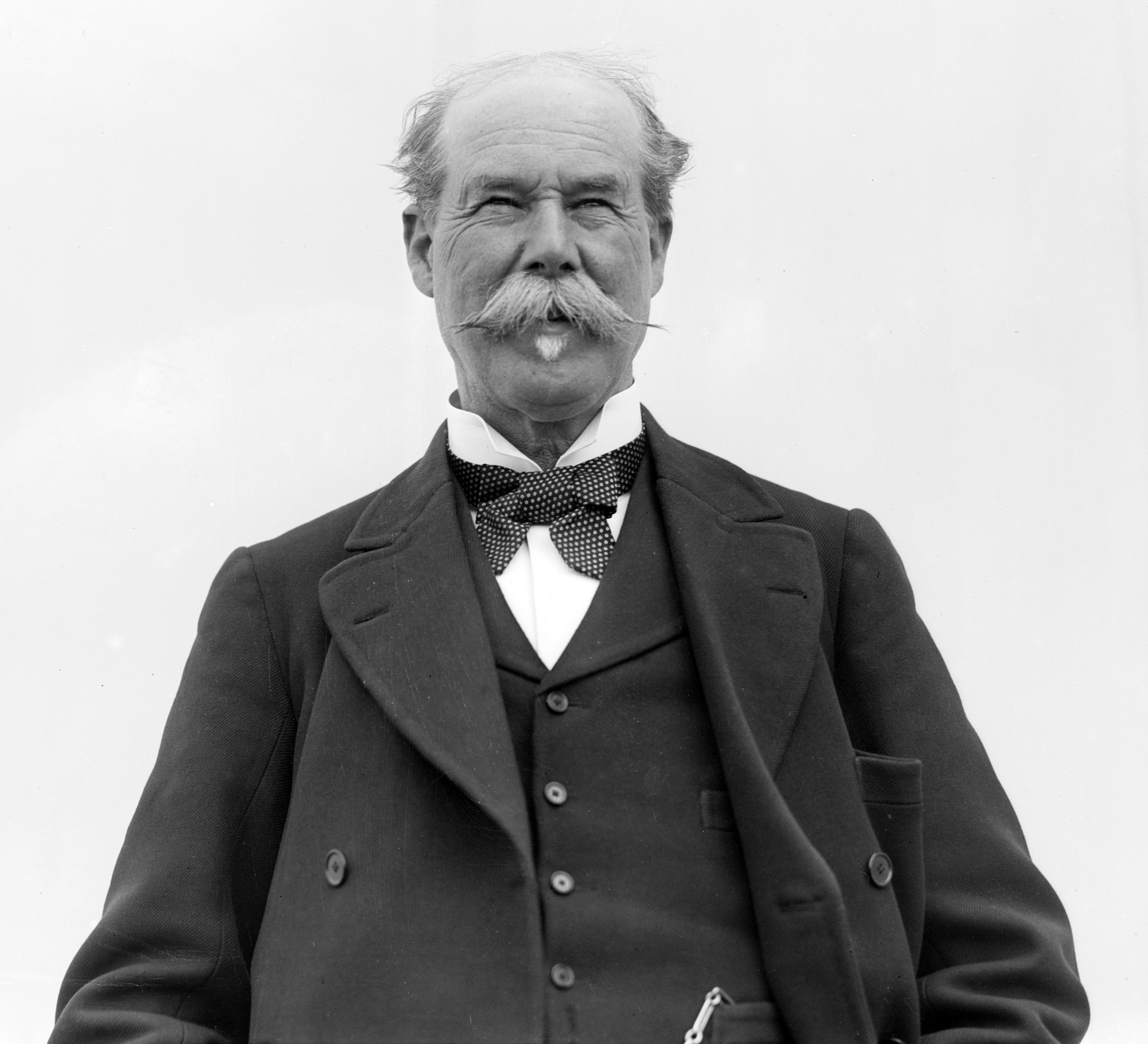
Sir Thomas Johnstone Lipton

Sir Thomas Lipton war der Besitzer der englischen Kette von Lebensmittelgeschäften mit dem Namen Lipton. Unter anderem importierte er Tee aus Indien. Aus diesem Geschäft ist später die Tee-Marke Lipton hervorgegangen. Neben seiner Geschäftstätigkeit war Lipton Mitglied im Royal Ulster Yacht Club, mit dem er zwischen 1899 und 1930 fünfmal als Herausforderer des America’s Cup antrat. Bei jeder dieser Herausforderungen trat er mit einer speziell für die Herausforderung neu gebauten Yacht an. Alle Yachten trugen den Namen Shamrock, benannt nach dem inoffiziellen Nationalsymbol Irlands, dem dreiblättrigen Kleeblatt.
Lipton war stets gegen die amerikanischen Verteidiger unterlegen gewesen, zuletzt 1920 mit der Shamrock IV gegen die Resolute.

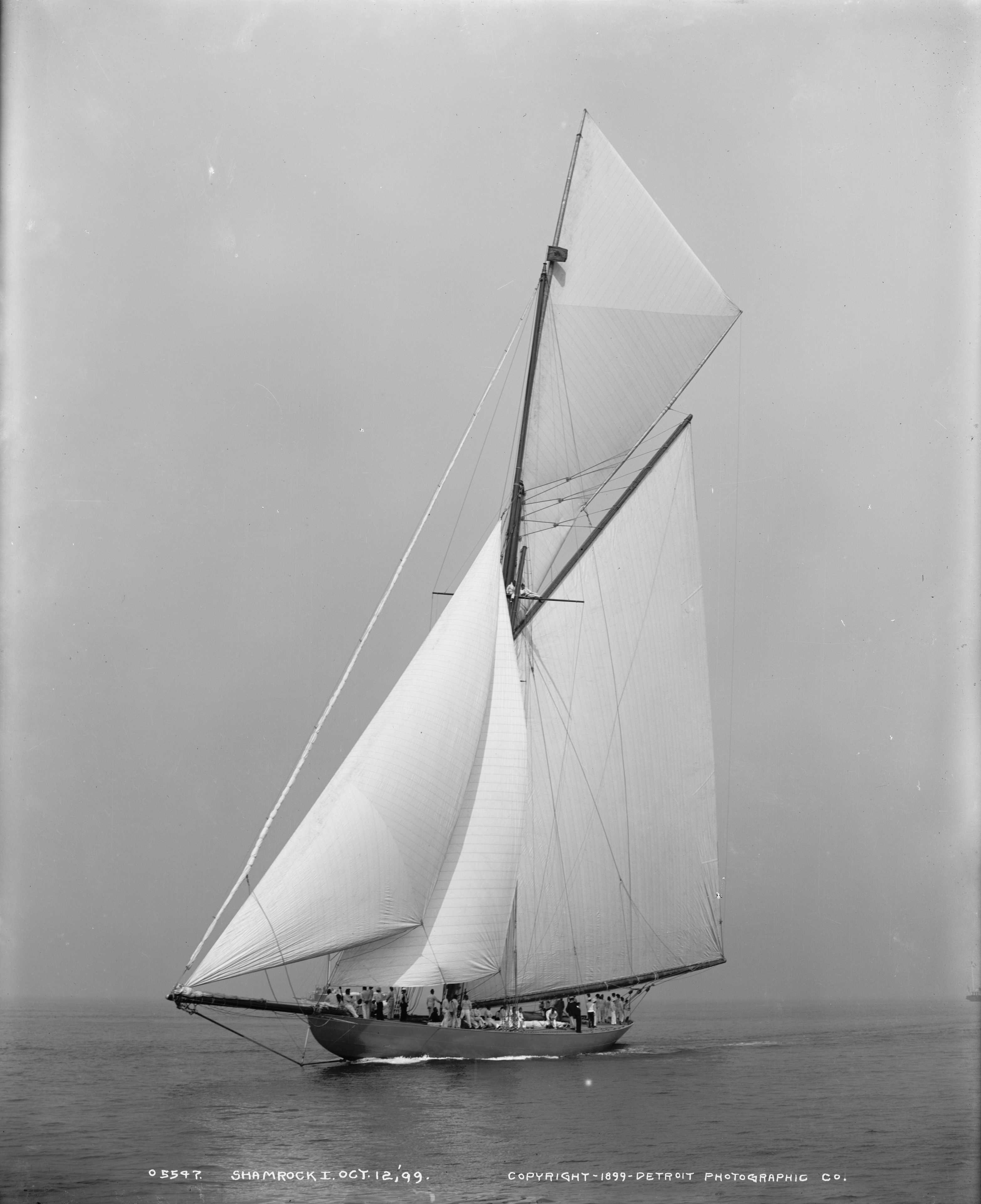
Shamrock I, 1899
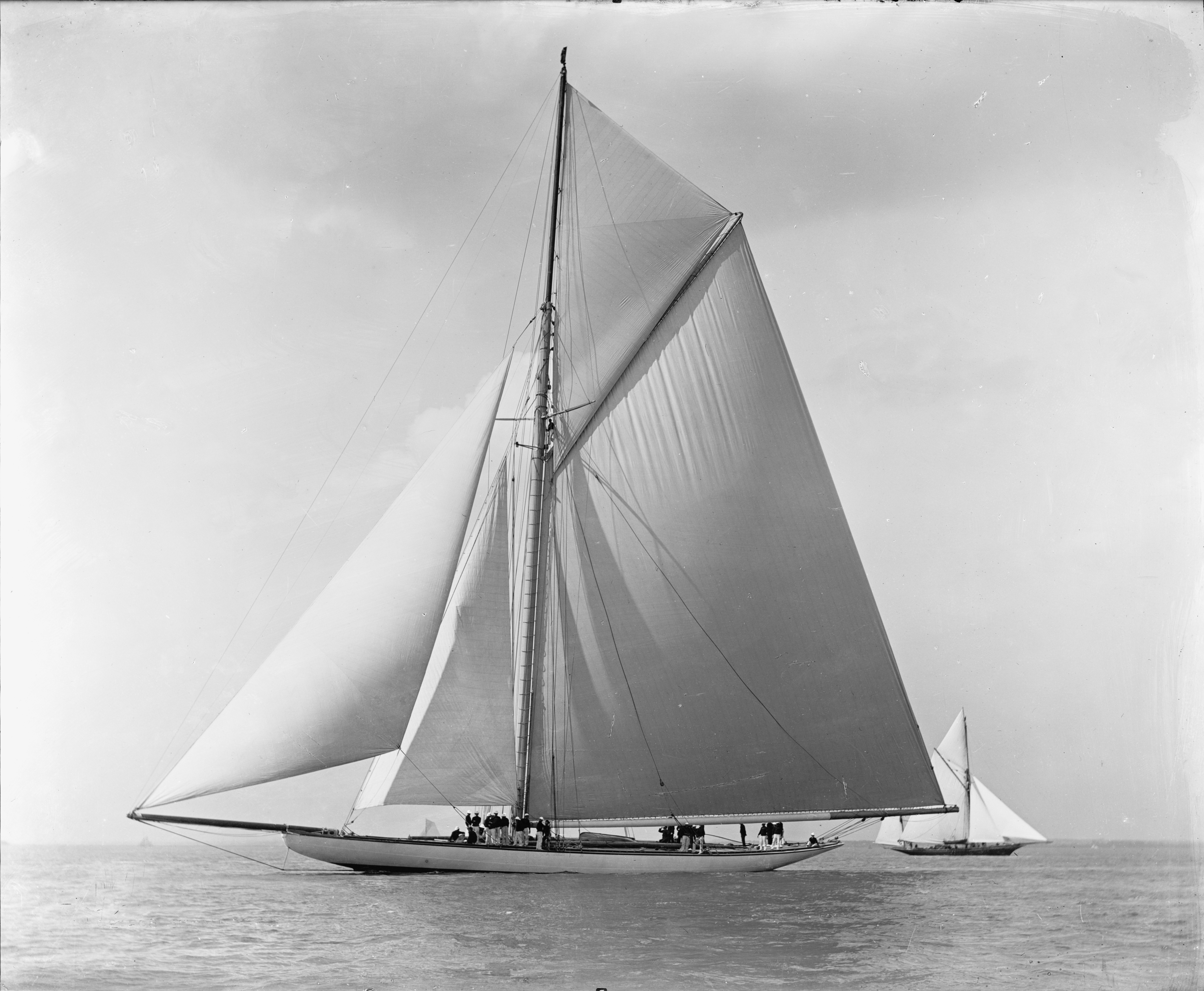
Shamrock II, 1901
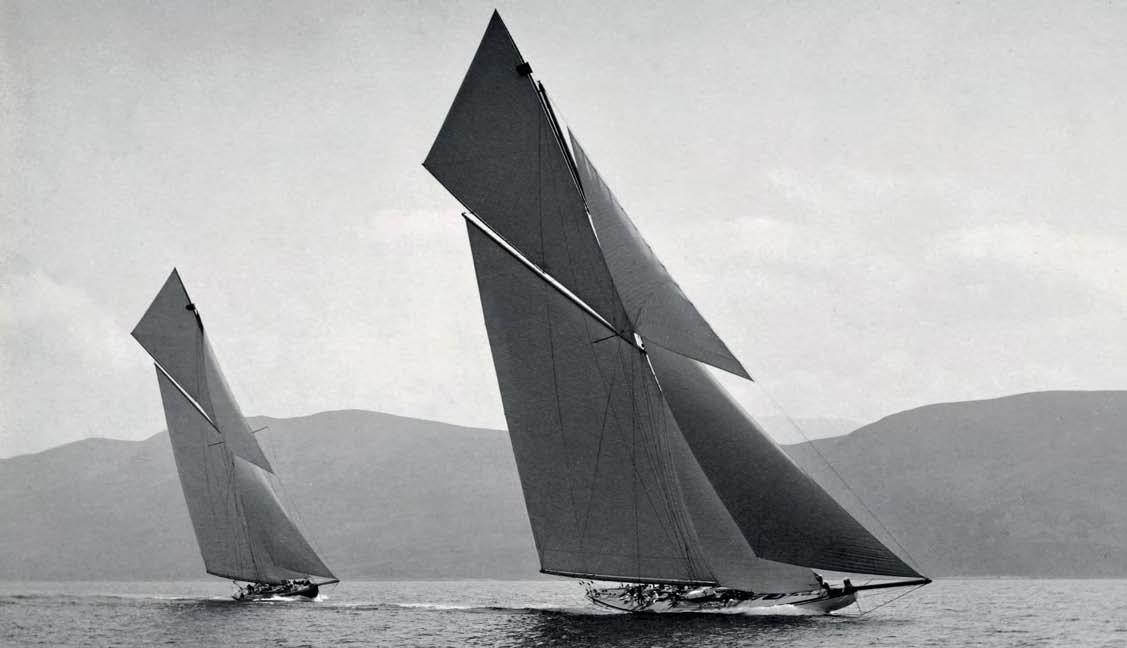
Shamrock I und Shamrock II, 1901
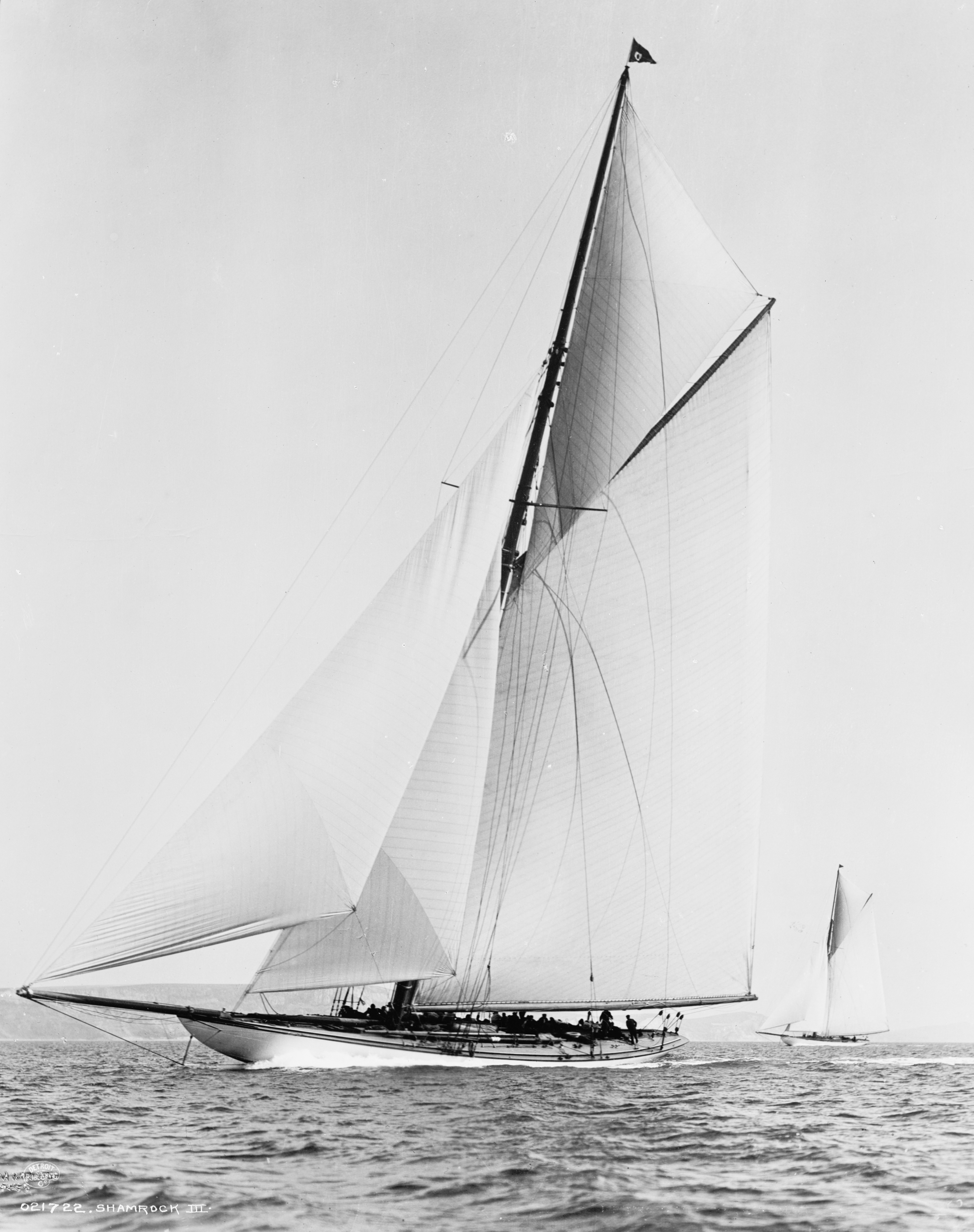
Shamrock III, 1903
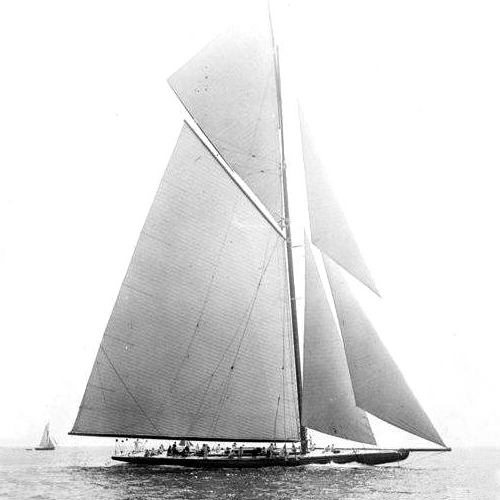
Shamrock IV, 1919

## Bau und Einsatz für den 14. America’s Cup
Für den 14. America’s Cup wurde eine neue Konstruktionsregel festgelegt: die J-Klasse. Lipton ließ die Shamrock V als erstes Schiff nach dieser Regel 1929 von Charles E. Nicholson konstruieren und begründete damit eine neue Ära im Yacht-Entwurf. Im Unterschied zu den meisten anderen J-Klasse-Yachten wurde der Rumpf aus Mahagoni-Planken auf Stahl-Spanten gebaut. Der Entwurf wurde von der Camper & Nicholsons-Werft in Gosport umgesetzt. Nach dem Stapellauf wurden Rumpf, Ruder und Rigg mehrfach verbessert.
Liptons Interesse war nicht allein sportlicher Natur – da das Rennen in den USA stattfand und dort mit großem Interesse der Bevölkerung verfolgt wurde, rechnete sich Lipton durch die zunehmende Bekanntheit eine gute Chance aus, mit seinem Tee auf dem nordamerikanischen Markt Fuß zu fassen.
Die amerikanischen Verteidiger (Defender) beantworteten den Entwurf gleich mit dem Bau von vier Yachten nach der neuen Regel: Enterprise, Whirlwind, Yankee und Weetamoe. Aus diesen wurde schließlich die Enterprise für die Verteidigung ausgewählt. Die Enterprise wurde im Auftrag von Harold S. Vanderbilt von Starling Burgess entworfen auf der Herreshoff-Werft gebaut.
Im Vorfeld des America’s Cups nahm die Shamrock V an 22 Rennen teil, von denen sie 15 gewann. Außerdem wurde sie auf eigenem Kiel über den Atlantik zum Austragungsort gesegelt, wie es die America’s-Cup-Regeln dieser Zeit vorschrieben.
In der Regatten um den America’s Cup unterlag Lipton mit der Shamrock V klar mit 4:0. Nach dieser fünften vergeblichen Herausforderung trat Lipton nicht wieder an.

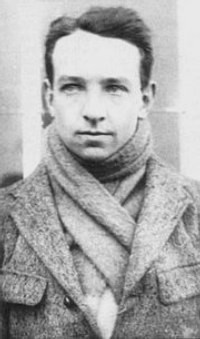
Sir Thomas Sopwith.

## Vorlage für weitere Js
Nach dem America’s Cup kaufte zunächst der Flugzeugkonstrukteur Sir Thomas Sopwith und anschließend sein Freund Sir Richard Fairley die Shamrock V. Diese optimierten die Rumpfform, das Ruder und das Rigg. Das Schiff war bei verschiedenen britischen Regatten überlegener Sieger.
Das Schiff diente als Vergleichsschiff bei der Entwicklung der Velsheda und der Endeavour, mit der Sopwith dann 1934 selbst beim 15. America’s Cup als Herausforderer antrat.

## Nachkriegszeit
Nach dem Zweiten Weltkrieg erwarb der Italiener Mario Crespi die Yacht. Aus dieser Zeit stammt die Inneneinrichtung in Vogelaugenahorn, die heute noch vorhanden ist. Crespi verkaufte das Schiff 1962 an seinen Landsmann Piero Scanu. Zwischen 1964 und 1967 ließ dieser die Shamrock V auf der Camper & Nicholsons-Werft in Gosport von Grund auf überholen. Der Rumpf wurde bis auf die Stahlspanten abgetragen und gesandstrahlt, ausgebessert und neu lackiert. Anschließend wurden der Rumpf aus bis zu 5 cm starke Teak-Planken mit Bronze-Nieten neu aufgebaut. Das Boot erhielt eine neue Maschine, ein neues Rigg und weitere neue Systeme.
In den folgenden 20 Jahren hatte die Shamrock V mehrere weitere Eigner. Im Unterschied zu allen anderen J-Klasse-Yachten wurde die Shamrock V allerdings nie ausgeschlachtet. 1986 erwarb die Lipton Tea Company das Schiff und stiftete es dem Museum of Yachting in Newport auf Rhode Island.

## Die Wege der alten J-Klasse-Yachten kreuzen sich wieder
1989 nahm sich Elizabeth Meyer der Shamrock V an und unterzog sie einer umfangreichen Überholung. Meyer ist als Restauratorin klassischer Yachten bekannt und hatte zuvor bereits die J-Klasse-Yacht Endeavour restauriert. 1995 kaufte die International Yacht Restoration School (IYRS) aus Newport das Schiff als Aushängeschild für die Geschichte von Segel-Regatten und die Restaurierungsprojekte der IYRS.
Die Yacht wurde 1998 an die Newport Shamrock V Corporation weiterverkauft. Mit dem Erlös wurde das Restaurierungsprojekt der Coronet unterstützt. Unter dem neuen Besitzer wurde die Shamrock V in Neuengland und in den Wintermonaten in der Karibik verchartert.
1999 kam es dann zu einem bemerkenswerten Zusammentreffen mit den ebenfalls restaurierten Js Endeavour und Velsheda in der Karibik bei der Antigua Classic Yacht Regatta. Die Shamrock war technisch weitgehend auf dem historischen Stand während die beiden Kontrahentinnen mit modernen Materialien weit überlegene Segelleistungen erzielten.
Aktuell ist ein südafrikanischer Bankier Besitzer der Shamrock V. Um auch das Potential der Shamrock V zu maximieren, wurde sie 18 Monate lang in auf der Pendennis-Werft in Falmouth in England überholt. Das Schiff wurde abermals bis auf die Spanten zerlegt. Anschließend erhielt es einen neuen Kiel und eine neue Beplankung, wobei der Ballast-Anteil erhöht wurde. Außerdem wurden Maschine, Inneneinrichtung, Rigg und Segel ersetzt. Dadurch konnte die Segelleistung erheblich gesteigert werden. Später wurden von Fairlie Yacht Restorations in Hampshire das Deck und die Decksbeschläge erneuert.
Seither gab es weitere Zusammentreffen der drei Yachten bei verschiedenen Regatten an der Südküste Englands.